# جیمز جول
جیمز پرسکات ژول (به انگلیسی: James Prescott Joule)، متولد ۲۴ دسامبر ۱۸۱۸ – درگذشته ۱۱ اکتبر ۱۸۸۹، از فیزیک‌دانان انگلستان بود.جیمز جول پدری ثروتمند و مادری به نام الیس داشت.پدرش به دلیل علاقه او برایش یک آزمایشگاه ساخت. او نخستین کسی بود که رابطهٔ میان کار و گرما و اثر گرمایی جریان الکتریکی را مورد بررسی قرار داد. یکای کار و انرژی را به پاس تلاش های زیاد او جول یا ژول ز مفهوم انرژی داشته باشد.